# جورج إم. ويليامسون
جورج إم. ويليامسون (بالإنجليزية: George M. Williamson)‏ هو مهندس معماري أمريكي، ولد في 9 مارس 1892، وتوفي في 19 مايو 1979.